# 라링크
라링크 또는 라링크 테크놀로지(Ralink Technology, Corp.)는 IEEE 802.11(무선랜) 칩셋으로 주로 알려진 와이파이 칩셋 제조업체이다. 라링크는 2001년 캘리포니아주 쿠퍼티노에서 설립된 후 본사를 대만 신주로 이전했다. 2011년 5월 5일 라링크는 미디어텍에 인수되었다.
라링크의 802.11n RT2800 칩셋 중 일부가 와이파이 얼라이언스 802.11n 초안 2.0 핵심 기술 테스트베드에 채택되었다. 또한 WPS(와이파이 보호 설정) 및 WMM-PS(Wireless Multimedia Extensions Power Save) 테스트베드에서도 선택되었다. 라링크는 와이파이 얼라이언스 및 IEEE 802.11 표준 위원회에 참여했다. 라링크 칩셋은 기가바이트 테크놀로지, 링크시스, 디링크, 에이수스 및 벨킨에서 만든 다양한 소비자급 라우터는 물론 USB, PCI, 익스프레스카드, PC 카드 및 PCI 익스프레스 인터페이스용 와이파이 어댑터에도 사용된다. 어댑터의 예로는 라링크 RT2570 칩셋을 사용하여 닌텐도 DS 또는 와이파이를 가정용 컴퓨터를 통해 인터네트워킹할 수 있는 닌텐도 와이파이 USB 커넥터가 있다.

## 같이 보기
- 대만의 기업 목록